# Saison 2003-2004 du Stade Malherbe Caen
Maillots
Chronologie
Saison précédente Saison suivante
En 2003-2004, le Stade Malherbe de Caen dispute sa septième saison consécutive en Ligue 2.
À la suite des bons résultats récoltés au printemps 2003, les dirigeants décident de miser sur une certaine stabilité. Après un démarrage catastrophique, l'équipe caennaise remonte progressivement au classement, jusqu'à s'installer sur le podium début mars. La remontée en première division est officialisée le 12 mai 2004, lors de la 36e journée.

## Résumé de la saison

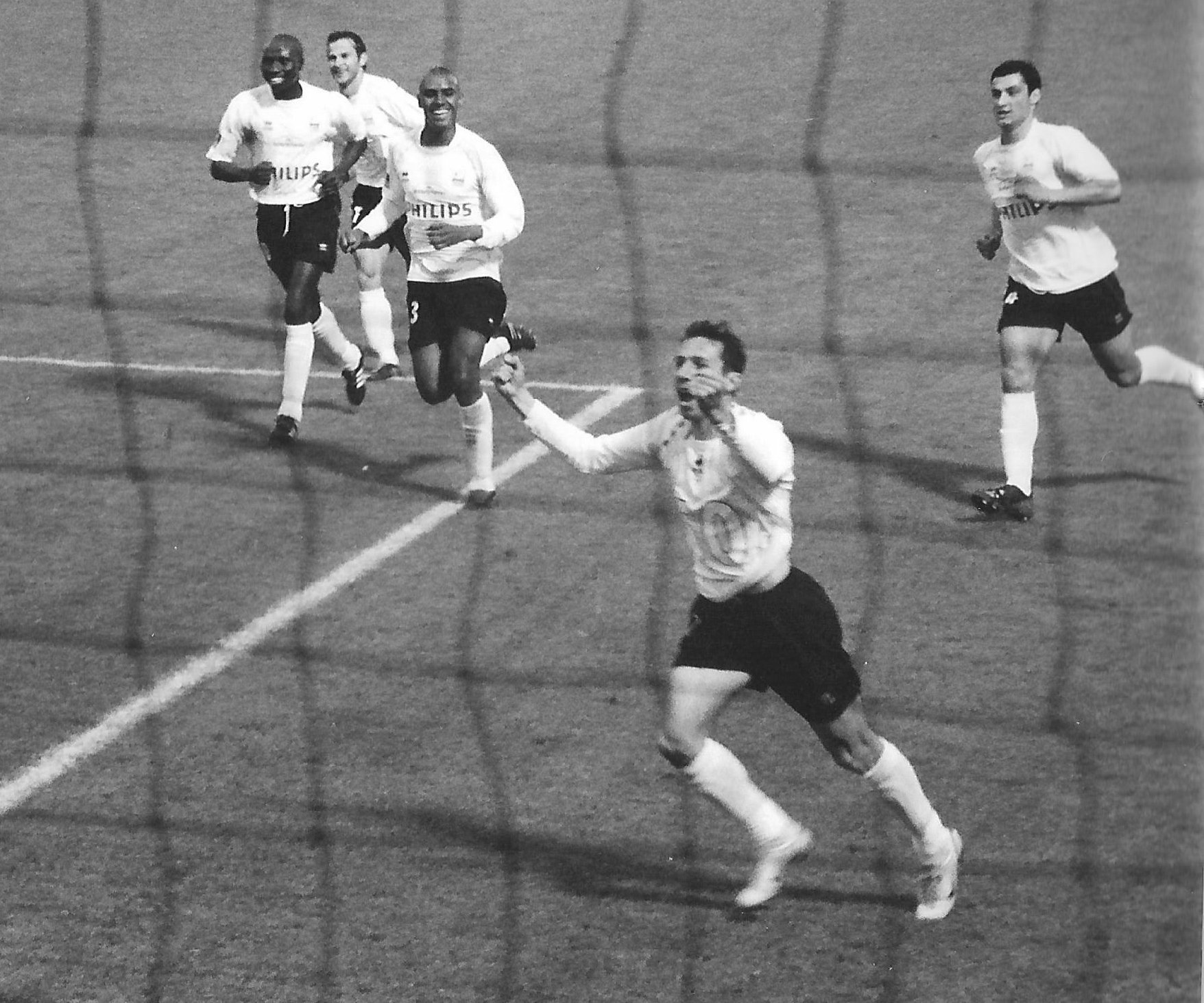
Watier fête l'ouverture du score face au FC Rouen, le 12 mai 2004

Encouragé par la bonne fin de saison précédente, Patrick Remy décide de miser sur un groupe stabilisé. Le défenseur expérimenté Aziz Ben Askar et le gardien de but Vincent Planté, destiné à être le remplaçant de Steeve Elana, viennent renforcer le groupe, qu'a quitté Mathieu Bodmer, écarté en fin de saison et parti en catimini au Lille OSC.
Les premiers résultats sont très décevants. Après cinq matchs, les Caennais ne comptent que deux points et pointent au dernier rang. La première victoire arrachée face au SCO Angers agit comme un détonateur : les Normands alignent alors une série de seize matchs sans défaite, dont dix victoires, qui leur permet de revenir sur la tête du classement. À la trêve, les Caennais, qui déploient un jeu très offensif (avec trois milieux offensifs et deux attaquants) et qui peuvent compter sur l'efficacité de Watier, Mazure et Sarr en attaque, sont revenus à la hauteur du FC Lorient, troisième.
De fil en aiguille, l'équipe, qui paraît de plus en plus solide, s'installe définitivement sur le podium à partir du mois de mars. La montée est officialisée le soir d'une victoire sur le terrain du FC Rouen. Avec neuf victoires lors des douze derniers matchs, le Stade Malherbe est même tout près de ravir à l'AS Saint-Etienne le titre lors de la dernière journée.
Franck Dumas, qui a joué en tant que capitaine un rôle primordial dans cette belle saison, arrête sa carrière et devient le directeur sportif du club.

## Transferts

### Arrivées
| Nom              | Poste             | Nationalité sportive | Transfert         | Provenance          |
| ---------------- | ----------------- | -------------------- | ----------------- | ------------------- |
| Ljubisa Ranković | milieu de terrain | Serbie               | Transfert (libre) | FK Zemun ( Serbie)  |
| Aziz Ben Askar   | défenseur         | Maroc                | Transfert (libre) | Stade lavallois     |
| Vincent Planté   | gardien de but    | France               | Transfert (libre) | AS Cannes           |
| Yohan Eudeline   | milieu de terrain | France               | Transfert (libre) | USON Mondeville     |
| Zoran Jovičić    | attaquant         | Serbie               | Transfert         | Sampdoria ( Italie) |

### Départs
| Nom               | Poste             | Nationalité sportive | Transfert         | Destination |
| ----------------- | ----------------- | -------------------- | ----------------- | ----------- |
| Mathieu Bodmer    | milieu de terrain | France               | Transfert (1 M€)  | Lille OSC   |
| Frédéric Coquerel | attaquant         | France               | Transfert (libre) | AS Beauvais |
| Sigamary Diarra   | attaquant         | France               | Transfert (libre) | FC Sochaux  |
| Jean-Marie Aubry  | gardien de but    | France               | Arrêt             |             |
| David Garcion     | milieu de terrain | France               | Arrêt             |             |
| Bogdan Hriscu     | défenseur         | Roumanie             | Fin de contrat    |             |
| Pascal Braud      | défenseur         | France               | Transfert (libre) | Dijon FCO   |
| Marc Zanotti      | milieu de terrain | France               | Fin de contrat    |             |
| Anthony Isabel    | gardien de but    | France               | Fin de contrat    |             |
| Alex Di Rocco     | attaquant         | France               | Arrêt             |             |

## Effectif

### Joueurs utilisés
| Joueur         | Ligue 1 | Ligue 1 |
| Joueur         | Matchs  | Buts    |
| -------------- | ------- | ------- |
| Steeve Elana   | 36      | 0       |
| Vincent Plante | 1       | 0       |

| Joueur            | Ligue 1 | Ligue 1 |
| Joueur            | M       | B       |
| ----------------- | ------- | ------- |
| Cédric Hengbart   | 37      | 2       |
| Aziz Ben Askar    | 33      | 4       |
| Franck Dumas      | 30      | 0       |
| Nicolas Seube     | 29      | 0       |
| Alexandre Clément | 16      | 1       |
| Gaël Suares       | 10      | 0       |
| Luc-Michel M'Beng | 6       | 0       |

| Joueur           | Ligue 1 | Ligue 1 |
| Joueur           | M       | B       |
| ---------------- | ------- | ------- |
| Anthony Deroin   | 36      | 4       |
| Jimmy Hebert     | 34      | 0       |
| Yohann Eudeline  | 33      | 6       |
| Salah Bakour     | 27      | 0       |
| Ronald Zubar     | 25      | 1       |
| Ljubisa Rankovic | 24      | 1       |
| Reynald Lemaitre | 19      | 4       |
| Benoît Lesoimier | 10      | 0       |
| Bruno Grougi     | 6       | 0       |
| Samy Mawéné      | 1       | 0       |

| Joueur           | Ligue 1 | Ligue 1 |
| Joueur           | M       | B       |
| ---------------- | ------- | ------- |
| Cyrille Watier   | 32      | 12      |
| Kor Sarr         | 30      | 9       |
| Sébastien Mazure | 23      | 10      |
| Zoran Jovičić    | 19      | 1       |
| Alex Di Rocco    | 5       | 0       |
| Yoan Gouffran    | 2       | 0       |

## Les rencontres de la saison

### Championnat de Ligue 2
| Date                      | Journée | Adversaire           | Lieu | Score | Buteurs SMC                        | Class. | Public |
| ------------------------- | ------- | -------------------- | ---- | ----- | ---------------------------------- | ------ | ------ |
| samedi 2 août 2003        | J01     | ES Troyes AC         | Ext. | 2 - 2 | Sarr, Deroin                       | 7e     | 7 064  |
| samedi 9 août 2003        | J02     | Clermont Foot        | Dom. | 1 - 2 | Sarr                               | 12e    | 8 034  |
| samedi 16 août 2003       | J03     | FC Istres            | Ext. | 3 - 1 | Deroin                             | 18e    | 1 938  |
| mardi 19 août 2003        | J04     | Grenoble Foot        | Dom. | 0 - 0 |                                    | 17e    | 7 705  |
| samedi 23 août 2003       | J05     | Stade lavallois      | Ext. | 1 - 0 |                                    | 20e    | 3 629  |
| samedi 30 août 2003       | J06     | SCO Angers           | Dom. | 1 - 0 | Rankovic                           | 17e    | 6 407  |
| vendredi 5 septembre 2003 | J07     | Chamois niortais FC  | Ext. | 0 - 3 | Foulon (csc), Watier, Eudeline     | 14e    | 3 653  |
| samedi 13 septembre 2003  | J08     | FC Gueugnon          | Dom. | 2 - 1 | Sarr (2)                           | 10e    | 7 237  |
| samedi 20 septembre 2003  | J09     | LB Châteauroux       | Ext. | 1 - 1 | Hengbart                           | 9e     | 6 757  |
| samedi 27 septembre 2003  | J10     | AS Saint-Étienne     | Dom. | 1 - 0 | Watier                             | 6e     | 20 495 |
| samedi 4 octobre 2003     | J11     | Le Havre AC          | Ext. | 1 - 1 | Ben Askar                          | 8e     | 10 764 |
| samedi 18 octobre 2003    | J12     | FC Lorient           | Dom. | 2 - 0 | Eudeline, Sarr                     | 5e     | 14 075 |
| samedi 25 octobre 2003    | J13     | US Créteil-Lusitanos | Ext. | 0 - 0 |                                    | 6e     | 2 060  |
| samedi 1er novembre 2003  | J14     | ASOA Valence         | Dom. | 4 - 1 | Watier (sp), Sarr (2), Deroin      | 6e     | 10 013 |
| samedi 8 novembre 2003    | J15     | CS Sedan-Ardennes    | Ext. | 0 - 0 |                                    | 6e     | 10 577 |
| dimanche 30 novembre 2003 | J16     | Amiens SC            | Dom. | 2 - 1 | Zubar, Watier (sp)                 | 4e     | 10 281 |
| mercredi 3 décembre 2003  | J17     | Besançon RC          | Ext. | 0 - 1 | Eudeline                           | 3e     | 2 582  |
| dimanche 7 décembre 2003  | J18     | FC Rouen             | Dom. | 1 - 1 | Mazure                             | 5e     | 12 097 |
| samedi 20 décembre 2003   | J19     | AS Nancy-Lorraine    | Ext. | 0 - 2 | Mazure (2)                         | 4e     | 6 644  |
| samedi 10 janvier 2004    | J20     | Clermont Foot        | Ext. | 2 - 2 | Lemaitre, Watier (sp)              | 4e     | 5 383  |
| samedi 17 janvier 2004    | J21     | FC Istres            | Dom. | 2 - 1 | Jovičić, Lemaitre                  | 3e     | 17 132 |
| samedi 31 janvier 2004    | J22     | Grenoble Foot        | Ext. | 2 - 1 | Eudeline                           | 5e     | 5 383  |
| samedi 7 février 2004     | J23     | Stade lavallois      | Dom. | 1 - 2 | Mazure                             | 6e     | 11 241 |
| samedi 14 février 2004    | J24     | SCO Angers           | Ext. | 0 - 1 | Watier                             | 5e     | 3 814  |
| lundi 23 février 2004     | J25     | Chamois niortais FC  | Dom. | 2 - 2 | Watier (sp), Mazure                | 5e     | 11 989 |
| samedi 28 février 2004    | J26     | FC Gueugnon          | Ext. | 0 - 0 |                                    | 5e     | 3 103  |
| samedi 6 mars 2004        | J27     | LB Châteauroux       | Dom. | 1 - 0 | Watier (sp)                        | 3e     | 10 503 |
| dimanche 14 mars 2004     | J28     | AS Saint-Étienne     | Ext. | 1 - 0 |                                    | 3e     | 24 512 |
| dimanche 21 mars 2004     | J29     | Le Havre AC          | Dom. | 3 - 1 | Sarr (2), Mazure                   | 3e     | 12 815 |
| samedi 27 mars 2004       | J30     | FC Lorient           | Ext. | 2 - 3 | Lemaitre, Ben Askar, Watier        | 3e     | 9 705  |
| samedi 3 avril 2004       | J31     | US Créteil-Lusitanos | Dom. | 1 - 2 | Watier                             | 3e     | 12 380 |
| samedi 10 avril 2004      | J32     | ASOA Valence         | Ext. | 0 - 2 | Deroin, Lemaitre                   | 3e     | 2 589  |
| samedi 24 avril 2004      | J33     | CS Sedan-Ardennes    | Dom. | 1 - 0 | Clément                            | 2e     | 16 134 |
| dimanche 2 mai 2004       | J34     | Amiens SC            | Ext. | 0 - 3 | Eudeline, Mazure (2)               | 2e     | 9 850  |
| samedi 8 mai 2004         | J35     | Besançon RC          | Dom. | 1 - 1 | Mazure                             | 2e     | 15 889 |
| mercredi 12 mai 2004      | J36     | FC Rouen             | Ext. | 1 - 2 | Watier, Mazure                     | 2e     | 7 285  |
| dimanche 16 mai 2004      | J37     | AS Nancy-Lorraine    | Dom. | 2 - 0 | Ben Askar, Watier                  | 2e     | 15 263 |
| samedi 22 mai 2004        | J38     | ES Troyes AC         | Dom. | 3 - 0 | Ben Askar, Hengbart (sp), Eudeline | 2e     | 20 385 |

### Coupe de la Ligue
| Date                    | Tour  | Adversaire   | Lieu | Score | Buteurs SMC | Public |
| ----------------------- | ----- | ------------ | ---- | ----- | ----------- | ------ |
| mardi 23 septembre 2003 | CDL 1 | ES Troyes AC | Ext. | 2 - 0 |             | 4 371  |

### Coupe de France
| Date             | Tour    | Adversaire                       | Lieu | Score | Buteurs SMC | Public |
| ---------------- | ------- | -------------------------------- | ---- | ----- | ----------- | ------ |
| 22 novembre 2003 | 7e tour | Stade lamballais (CFA 2)         | Dom. | 3 - 2 |             | 2 214  |
| 14 décembre 2003 | 8e tour | Union sportive de Chantilly (DH) | Ext. | 0 - 3 |             |        |
| 3 janvier 2004   | 32e     | Le Havre AC                      | Dom. | 1 - 0 | Watier      | 10 012 |
| 24 janvier 2004  | 16e     | AS Cannes (N)                    | Dom. | 1 - 0 | Mazure      | 7 197  |
| 11 février 2004  | 8e      | Amiens SC                        | Ext. | 1 - 0 |             | 5 800  |